# رادوسواف سیکورسکی
رادوسواف سیکورسکی (لهستانی: Radosław Sikorski؛ ‏ [raˈdɔswaf ɕiˈkɔrskʲi] ()؛ ‏ زادهٔ ۲۳ فوریهٔ ۱۹۶۳) یک سیاستمدار اهل لهستان است.وی از اکتبر ۲۰۰۵ تا فوریه ۲۰۰۷ وزیر دفاع و از نوامبر ۲۰۰۷ تا سپتامبر ۲۰۱۴ وزیر امور خارجه این کشور بود.
وی همچنین برنده جوایزی همچون لژیون دونور (افسر بزرگ) شده است.